# Pristimantis celator
Pristimantis celator es una especie de anfibio anuro de la familia Craugastoridae.

## Distribución
Esta especie habita entre los 1750 y 2800 m de altitud en la vertiente occidental de la Cordillera Occidental:
- en Ecuador en las provincias de Carchi, Imbabura, Cotopaxi y Pichincha;
- en Colombia en el departamento de Nariño.[4]

## Descripción
Los machos miden de 19.6 a 21.4 mm y las hembras de 22.0 a 24.5 mm.

## Publicación original
- Lynch, 1976 : New species of frogs (Leptodactylidae: Eleutherodactylus) from the Pacific versant of Ecuador. Occasional papers of the Museum of Natural History, the University of Kansas, n.º 55, p. 1-33[5]